# Johannes Gronowski

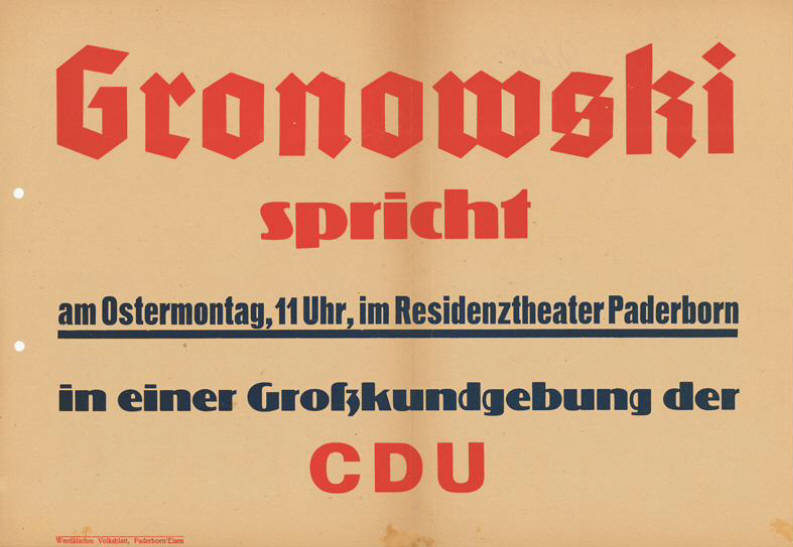
Ankündigungsplakat aus dem Jahr 1947

Johannes Franz Gronowski (* 4. Februar 1874 in Graudenz, Westpreußen; † 27. August 1958 in Paderborn) war ein deutscher Politiker (Zentrum und CDU). Er war von 1908 bis 1933 Mitglied des Preußischen Landtages, von 1922 bis 1933 Oberpräsident der Provinz Westfalen sowie 1946–1950 und 1953–1954 Mitglied des Landtags Nordrhein-Westfalen.

## Leben
Gronowski stammte aus einfachen Verhältnissen, sein Vater starb vor seiner Geburt. Nach der Volksschule erlernte er in Berlin den Beruf des Maschinen- und Bauschlossers. Er qualifizierte sich in Abendkursen der katholischen Gewerkschaftsbewegung weiter. Unter dem Eindruck der Bildungsarbeit des 1890 gegründeten „Volksvereins für das katholische Deutschland“ richtete Gronowski in Dortmund das erste „Volksbüro“ ein, das die Arbeiter in Angelegenheiten der Sozialversicherung und des Arbeitsschutzes beriet. 1902 übernahm er die Leitung des neu errichteten Arbeitersekretariats in Dortmund-Hörde. Vier Jahre später gründete er den ersten katholischen Arbeiterverein in Dortmund.
Gronowski verstarb am 17. August 1958 an einem schweren Herzleiden.

## Politik
1905 wurde Gronowski als Mitglied der Zentrumspartei in die Dortmunder Stadtverordnetenversammlung und am 16. Juni 1908 ins Preußische Abgeordnetenhaus gewählt, dem er bis 1918 angehörte. Nach der Novemberrevolution 1918, die er ablehnte, gehörte Gronowski 1919–1921 der verfassunggebenden Preußischen Landesversammlung an und war anschließend bis 1933 Mitglied des Preußischen Landtages. Er wurde sowohl in den Partei- als auch Fraktionsvorstand gewählt. Von 1922 bis 1933 war er zudem Oberpräsident der preußischen Provinz Westfalen. Er engagierte sich vor allem für sozialpolitische Themen und war eher dem linken Flügel des Zentrums zuzurechnen.
Nach der Machtübernahme der Nationalsozialisten wurde er am 22. Februar 1933 in den einstweiligen Ruhestand versetzt und nach dem Gesetz zur Wiederherstellung des Berufsbeamtentums im Oktober 1933 ganz entlassen. Gronowski gehörte zu den führenden Mitgliedern des Kölner Kreises des katholischen Widerstands gegen den Nationalsozialismus. Nach dem Zweiten Weltkrieg gehörte er zu den Mitbegründern der CDU in der britischen Besatzungszone. Von 1948 bis 1951 war er Landesvorsitzender der CDU Westfalen-Lippe. Von 1946 bis 1950 und vom 28. Dezember 1953, als er für den verstorbenen Josef Schrage nachrückte, bis 4. Juli 1954 war er Abgeordneter des Landtages Nordrhein-Westfalen. Der Landtag wählte ihn 1949 zum Mitglied der ersten Bundesversammlung, die Theodor Heuss zum Bundespräsidenten wählte.